# Смедли, Брент
Брент Смедли Brent Smedly (род. 14 января 1971) — американский рок-музыкант, барабанщик группы Iced Earth в периоды (1996—1997, 1998—1999, 2006—2013, 2015 — н.в.)

## Дискография
Iced Earth
- 2007: Framing Armageddon: Something Wicked Part 1
- 2008: The Crucible of Man: Something Wicked Part 2
- 2011: Dystopia